# نینتینوگا
نینتینوگا (𒀭𒊩𒌆𒁷𒂦𒂵؛ به رومی Nintinugga و همچنین Nintinuga) الهه بین‌النهرینی و مرتبط با پزشکی و تطهیر بود. او متعلق به پانتئون محلی نیپور بود. در حالی که او را با الهه‌های مشابه دیگری مانند نینیسینا و گولا مقایسه کرده‌اند، و در تعدادی از متون باستانی به نظر می‌رسد که آنها با یکدیگر ترکیب شده‌اند یا به‌عنوان قابل تعویض تلقی می‌شوند، با این وجود، او یک خدای متمایز بود. او با انلیل و نینلیل ارتباط داشت و در معابد آنها پرستش می‌شد، اگرچه عبادت‌گاه‌هایی که فقط به او اختصاص داده شده نیز گواهی شده است.

## شخصیت
نام نینتینوگا به طور معمول از سومری به «معشوقه‌ای که مردگان را زنده می‌کند» ترجمه شده است. با این حال، باربارا بوک خاطرنشان می‌کند که این تفسیر ممکن است فقط منعکس‌کننده یک «ریشه‌شناسی علمی باستانی» باشد.
احتمالاً به دلیل معنای نامش، نینتینوگا با جهان زیرین در ارتباط بوده است.
سگ‌ها به خوبی به عنوان نشانِ اکثر الهه‌های شفابخش بین‌النهرین، البته نه همه آنها، گواهی شده‌اند.

## ارتباط با سایر خداییان
بر اساس یک طلسم متاخر پزشکی، پدر نینتینوگا نینازو بود. علیرغم ارتباط بین او و نینیسینا، هرگز از او به عنوان دختر آنو یاد نمی‌شد.
نینتینوگا همچنین با انلیل مرتبط بود و می‌توان او را به عنوان šimmu انلیل در نظر گرفت، این واژه را جوآن گودنیک وستنهولز به «کاهن طلسم» یا «جادوگر» ترجمه، اما سیبینگ-پلنتهولت به «نوعی شفادهنده و ارائه‌دهنده گیاهان پزشکی» ترجمه کرد.

### نینتینوگا و دیگر الهه‌های شفابخش
الهه‌های مختلف مرتبط با شفا، یعنی گولا، نینیسینا، نینکاراک، باو و میم شبکه‌ای به هم پیوسته را در دین بین‌النهرین به دلیل کارکردهای مشابه یا وابستگی‌های مشترک با دیگر خداییان تشکیل دادند.

## پرستش
آیین نینتینوگا در نیپور متمرکز بود، همانطور که در منابع مربوط به همان دوره دودمانی نخستین گواهی شده است. آیین او ارتباط نزدیکی با آیین انلیل و نینلیل داشت.
در خارج از نیپور، پرستش نینتینوگا در متون اور و ایسن گواهی شده است. معبدی اهدا شده به او که توسط انلیل-بانی بازسازی شد و نام تشریفاتیِ انیدوبو را داشت، «خانه‌ای که آرامش می‌دهد» ممکن است در شهر دوم واقع شده باشد.
آیین نینتینوگا پس از دوره بابلی باستان اهمیت خود را از دست داد. دلیل آن شاید افول تدریجی شهرهای جنوب بین‌النهرین بوده است.